# Dracunculus vulgaris
Dracunculus vulgaris — вид рослини родини кліщинцевих.

## Назва
В англійській мові має назву «драконячий кліщинець» (англ. dragon arum).

## Будова
Багаторічна рослина з підземними бульбами. Листя при основі списоподібні до 30 см завдовжки. Стебло вкрите плямистим малюнком. Квітка має одну велике покривало та виріст, що досягає розмірів 25–135 см. Справжні квіти, чоловічі і жіночі, сховані у основі покривала у бульбоподібній камері. Запилюється мухами, тому запах квітки нагадує гниле м'ясо.

## Поширення та середовище існування
Зростає у Середземномор'ї на сонячних місцях. Занесений в Північну Америку.

## Практичне використання
Не заважаючи на отруйність кореневищ, з них видобували крохмаль, який додавали в борошно під час голоду чи неврожаїв.

## Галерея

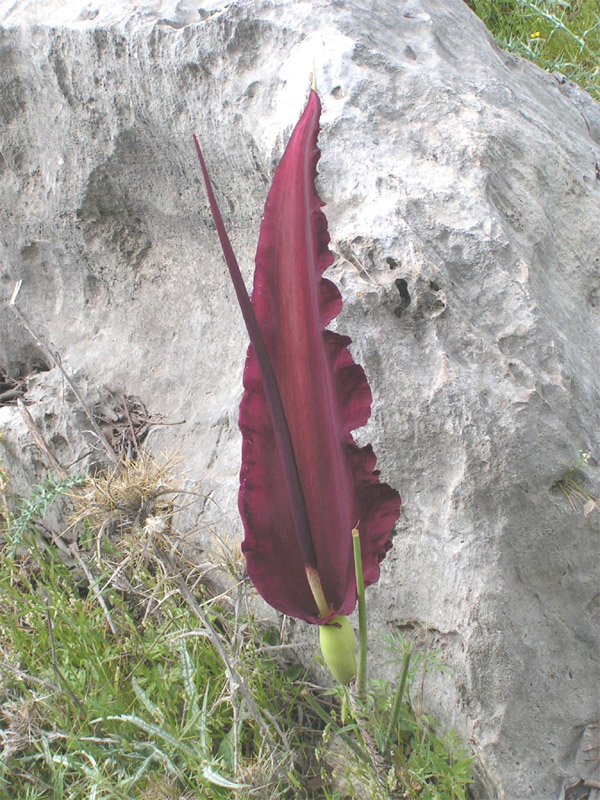
Квітка
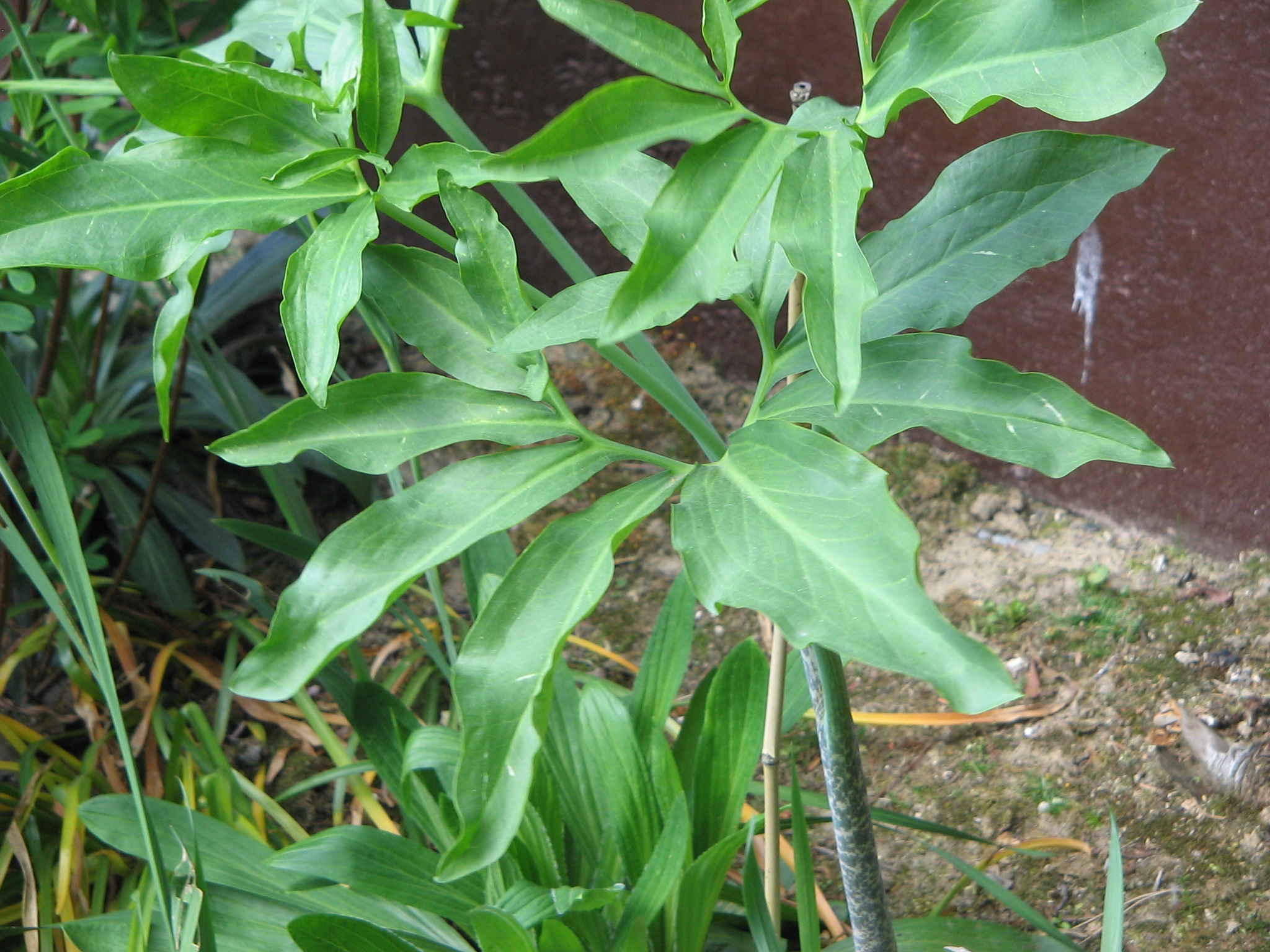
Листя
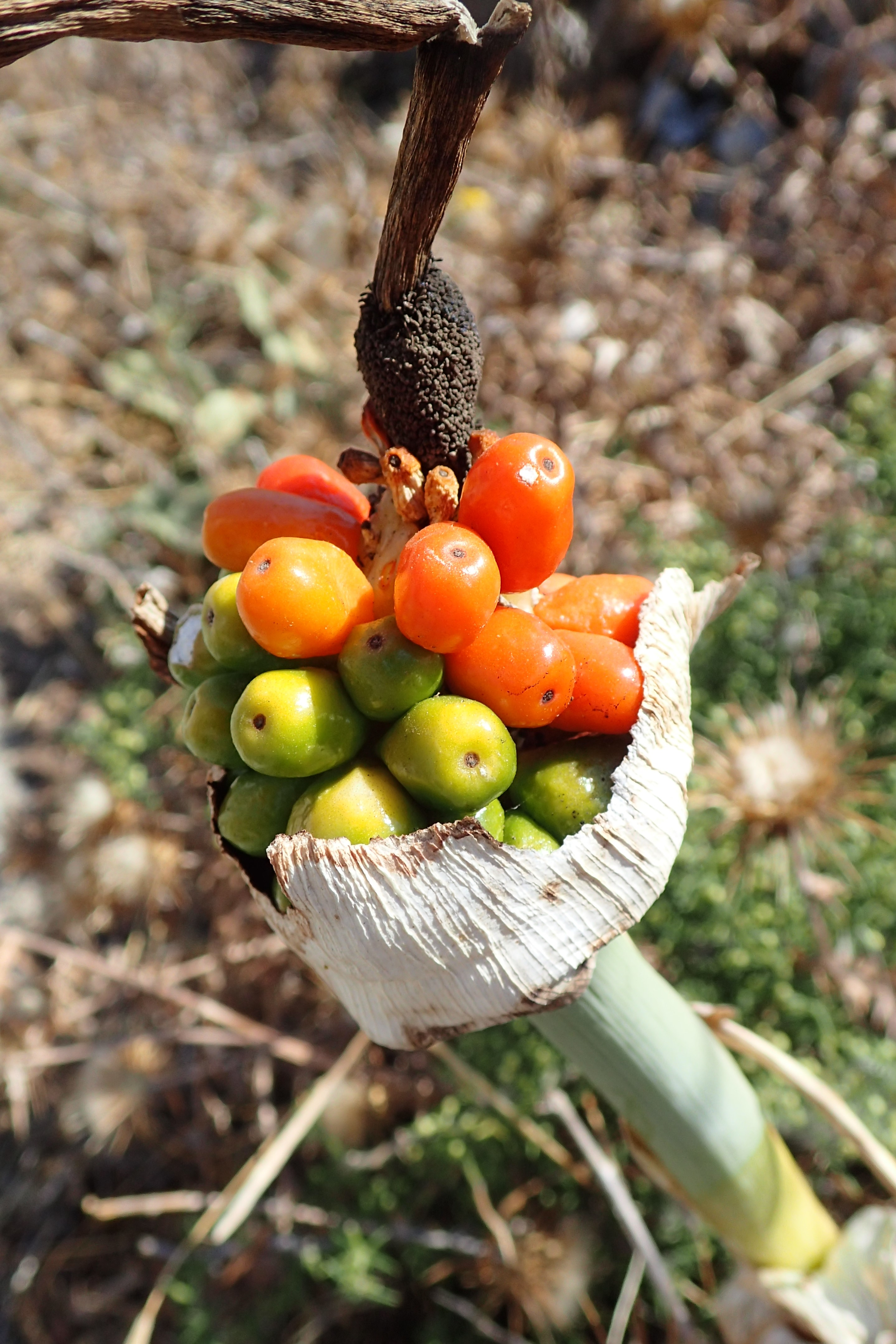
Плоди
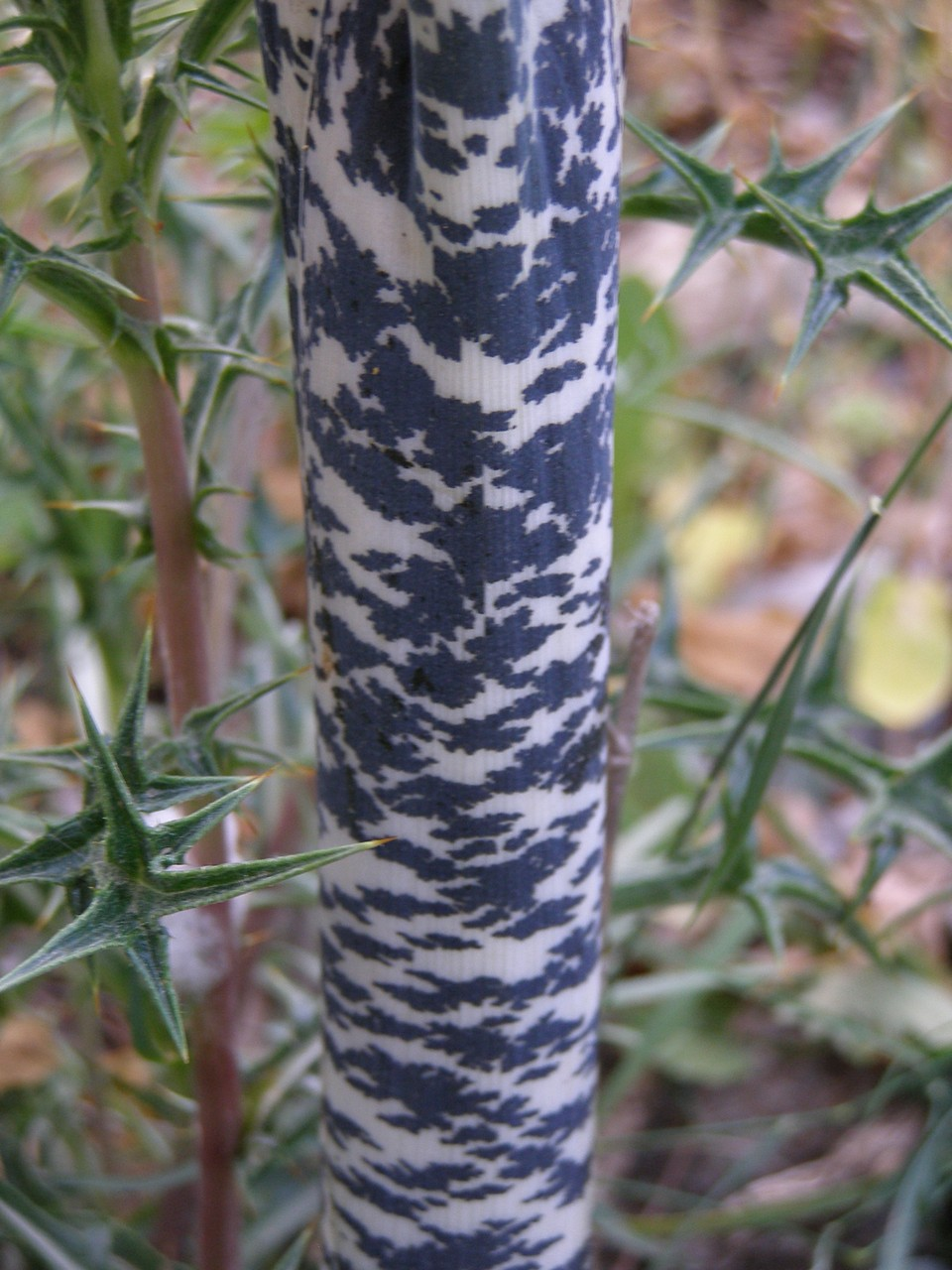
Стебло